# Jakušovce
Jakušovce es un municipio del distrito de Stropkov en la región de Prešov, Eslovaquia, con una población estimada a final del año 2024 de 29 habitantes.
Se encuentra ubicado al noreste de la región, cerca del río Ondava (cuenca hidrográfica del río Tisza) y de la frontera con  Polonia.

## Demografía
| Año        | 1994 | 2004    | 2014     | 2024     |
| ---------- | ---- | ------- | -------- | -------- |
| Población  | 52   | 53      | 46       | 29       |
| Diferencia |      | +1,92 % | −13,20 % | −36,95 % |

| Año        | 2023 | 2024     |
| ---------- | ---- | -------- |
| Población  | 35   | 29       |
| Diferencia |      | −17,14 % |